# Gerakári (Tríkala)
Pour les articles homonymes, voir Gerakári.
Gerakári (grec moderne : Γερακάρι) est une localité située dans le dème des Météores, dans le district régional de Tríkala, dans la périphérie de Thessalie, en Grèce.
Selon le recensement de 2021, elle compte 85 habitants.